# عزيز علي المصري
الفريق عزيز المصري (1880- 1965) عسكري وسياسي مصري، ورائد من رواد الحركة القومية العربية وحركات التحرر الوطنية المصرية.

## حياته

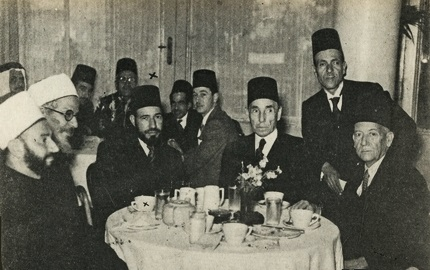
عزيز علي المصري مع مجموعة من الزعماء السياسين والدينيين منهم حسن البنا

وُلِد باسم «عبد العزيز علي المصري» لعائلة شركسية عريقة ترجع أصولها إلى القفقاس تعرف بعائلة ِشلبي، سكنت العراق لفترة ثم انتقلت إلى مصر، وقال عبد الرزاق الحسني في كتابه (تاريخ العراق السياسي الحديث) "قليلون جداً هم الذين يعلمون أن عزيز علي المصري الذي بعث النهضة الحربية من مرقدها وتعهدها في أخطر عهودها ينحدر من أسرة عراقية كانت تقطن البصرة في أوائل القرن الثالث عشر للهجرة ويقال لها آل عرفات وأن هذه الأسرة جَلَتْ إلى القفقاس فالاستانة فمصر".
```
درس الثانوية في 
القاهرة
، والتحق بالكلية العسكرية في 
الأستانة
، ثم في كلية الأركان حيث تخرج منها بتفوق عام 
1904
.
```

أسهم في تكوين جمعية «الوطن» عام 1906 التي تعاونت مع جمعية الاتحاد والترقي، قبل أن ينضم اليها، والتي رفعت شعار اقامة دولة عثمانية ديمقراطية وشارك في انقلابها العسكري في العاشر من يوليو عام 1908، ترك الاتحاد والترقي بعدما تبدى له معاداتها للعرب. أسس مع الشهيد سليم الجزائري الجمعية القحطانية، التي نادت بمملكة ذات تاجين العرب والترك.
حكم عليه بالإعدام مرتين من قبل السلطات العثمانية عامي 1914 و1916. وفي العام 1953 عينه عبد الناصر سفيرا لمصر في مدينة موسكو العاصمة الروسية.

## نشاطه العسكري العربي التركي
خاض العديد من المعارك ضابطاً ضمن القوات العثمانية في ألبانيا وليبيا واليمن وأبلى فيها بلاءً حسناً، كما شارك في خلع السلطان عبد الحميد الثاني عن العرش.
عمل على إيقاف الحرب في اليمن عام 1910. حارب ببسالة وبطولة في ليبيا ضد الغزو الإيطالي. عاد إلى الأستانة عام 1913، وأسس جمعية العهد وهي جمعية عسكرية سياسية سريّة عربية في 28 أكتوبر 1913، اعتقل في 9 فبراير 1914، وحكم عليه بالإعدام، وأطلق سراحه في 21 أبريل 1914 ونُفي إلى مصر.

## نشاطه السياسي العربي
ساهم في تأسيس وتنظيم الجيش النظامي للثورة العربية الكبرى بقيادة الشريف حسين بن علي، إذْ عُيّن رئيسا لأركان جيش الثورة العربية الكبرى ووزيراً للدفاع في حكومة الشريف الحسين بن علي قائد الثورة العربية الكبرى، ولكنه أُعفي من منصبه بعد ستة أشهر في المنصب، وغادر الحجاز بعد أن اختلف مع الشريف حسين لعدة أسباب أهمها عدم ثقة عزيز المصري بالإنجليز والفرنسيين حلفاء الشريف حسين، فلكل من البلدين مخططات استعمارية تتصادم مع مبادئ وطموحات وأهداف جمعيته، جمعية العهد، وقد علم كبقية الضباط العرب وسياسيي الأحزاب العربية بالاتفاقات السرية التي عقدت بين الطرفين لاقتسام بلاد الشام والعراق. مما حدا به أن يتصل بالفريق فخري باشا قائد الجيش العثماني المحاصر في المدينة المنورة مع قواته، ويعرض عليه تحالفاً ضد القوات الأوروبية، مقابل أن يوافق الترك على منح العرب استقلالاً ذاتياً. وحين علم الشريف حسين بهذا الاتصال، أعطى المصري إجازة إجبارية لمصر، وبدون عودة.

## نشاطه السياسي والعسكري المصري
- عينه الملك فاروق رئيس أركان الجيش المصري للمشاركة في محاولة تحديثه بعد معاهدة 1936 وقد اعتبره عبد الناصر والعديد من الضباط الأحرار أباهم الروحي.[بحاجة لمصدر] وقد ساعدوه (عبد المنعم عبد الرؤوف وكمال الدين حسين) في المحاولة الفاشلة للاتصال بالقوات الألمانية أثناء الحرب العالمية الثانية بالهروب بطائرة.
- اعتُقل وسُجن ونُفي وحُدِّدت إقامته في مصر من قِبل سلطات الاحتلال الإنجليزي لمرات عديدة.
- ساهم في إعداد وتنظيم وتوجيه عمليات المجاهدين المصريين في فلسطين عام 1948 م كما اقترح خطة (توحيد الجبهة) لردِّ العدوان الثلاثي الغاشم عن منطقة قناة السويس عام 1956م.

## وفاته
توفي وحيدا في منزله بالقاهرة في 15 يونيو 1965

## تكريمه

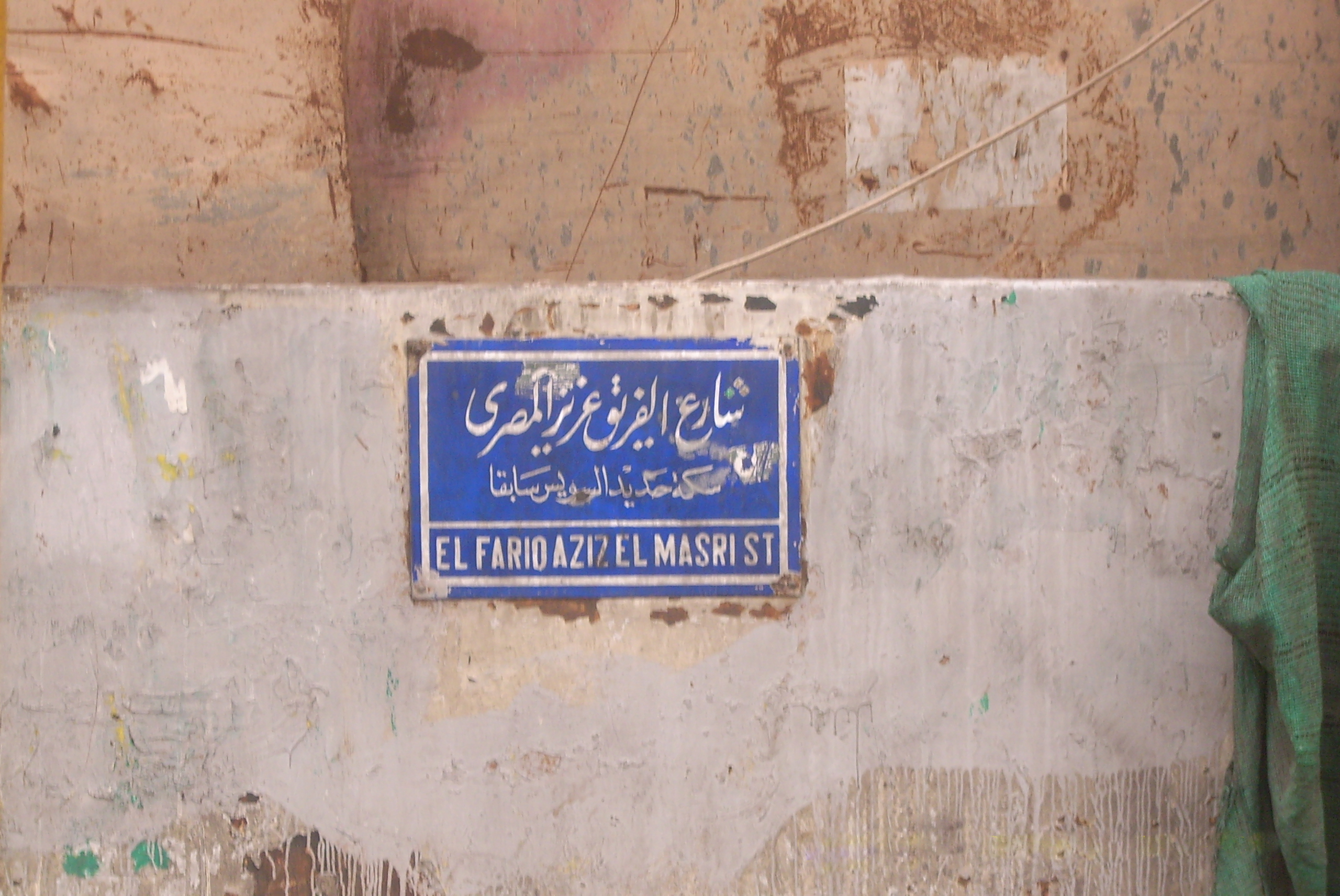
شارع الفريق عزيز على المصري

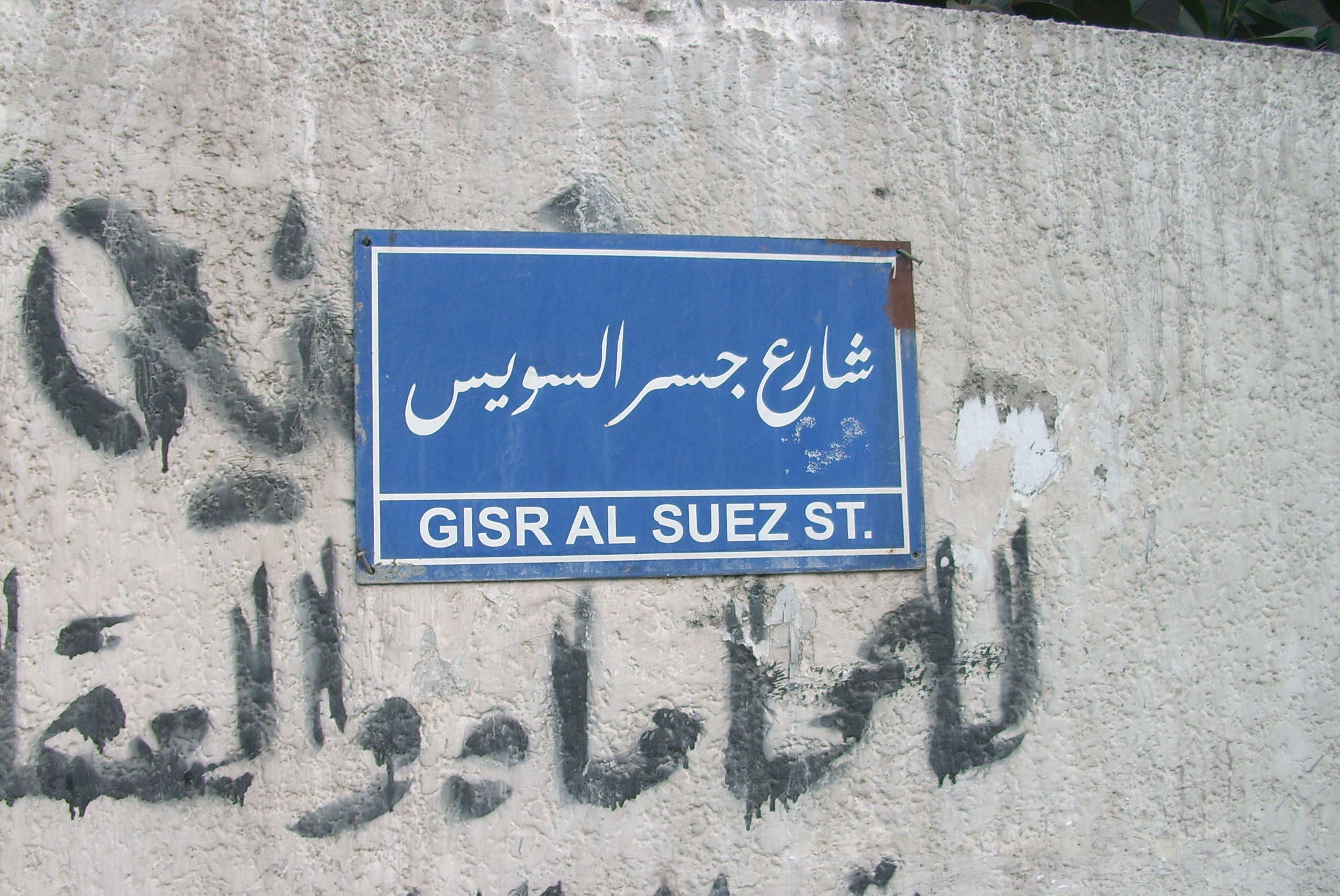
في آخر عهد مبارك تغير اسم الشارع من الفريق عزيز المصري إلى جسر السويس

أُطلق اسمه على شارع كبير في القاهرة وهو شارع سكة حديد السويس (جسر السويس) سابقًا ليحمل اسم شارع الفريق عزيز المصري.

## روابط خارجية
- عزيز علي المصري على موقع مونزينجر (الألمانية)